# Dormir debout
Pistes de Sarbacane
J'ai peur de l'avion Petite sirène
Dormir debout est une chanson de Francis Cabrel, 8e piste de l'album Sarbacane, sorti en 1989. Elle est écrite par Francis Cabrel. Elle rend hommage au chanteur Daniel Balavoine, décédé accidentellement en 1986.